# Concursus necessarius
Med concursus necessarius menas de brott i vars brottsbeskrivning förutsätts att flera personer är inblandade, såsom utpressning, ocker och sexuellt utnyttjande av minderåriga.
För att ansvarsfrihet vid concursus necessarius ska komma i fråga får den drabbade inte ha gjort mer än vad som är nödvändigt för att brottet ska fullbordas. Sträcker sig personens medverkan därutöver får man uppmärksamma brottets skyddsobjekt, kriminalisering av utpressning har ju till syfte att skydda den utpressade, men om denna medverkat till utpressningen i högre mån än den nödvändiga (att bli utpressad) får han anses som ansvarig för medverkan.
Concursus necessarius brukar oftare utesluta medverkansansvar i de specialstraffrättsliga brotten. Man kan hitta exempel i bland annat abortlagen (kvinnan själv kan inte vara gärningsman eller medverkande), lagen om förbud mot omskärelse av kvinnor (kvinnan kan inte heller här anses som gärningsman eller medverkande) och yrkestrafiklagen (passagerare kan inte anses vara medverkande till brott även om denna vet att fordonet han färdas i används i olaga trafik; dock kan passageraren ändå straffas för olovligt brukande av fordonet enligt brottsbalken).

## Källa
- Medverkansansvar - en studie av Cuneyt Ahmedova, examensarbete 20 hp vid Juridiska fakulteten vid Lunds universitet